# Antônio Karnewale
Antônio Karnewale (Rio de Janeiro) é um ator brasileiro.

## Filmografia
| Ano  | Título                            | Personagem           | Nota                                                          |
| ---- | --------------------------------- | -------------------- | ------------------------------------------------------------- |
| 2005 | Belíssima                         | Mike                 |                                                               |
| 2007 | O Sistema                         | Policial Carlos      | Episódio: "Zeta"                                              |
| 2008 | Capitu                            | José Dias            |                                                               |
| 2009 | A Grande Família                  | Padre Antônio Carlos | Episódio: "Vai Começar Tudo Outra Vez"                        |
| 2010 | Malhação ID                       | Jamal                |                                                               |
| 2010 | Cama de Gato                      | Dr Júlio             |                                                               |
| 2010 | Afinal, o Que Querem as Mulheres? | Miguel               |                                                               |
| 2010 | Nosso Querido Trapalhão           | Oscarito             | Especial de fim de ano                                        |
| 2011 | Insensato Coração                 | Investigador Clóvis  |                                                               |
| 2011 | Cordel Encantado                  | Dr. Sérgio           |                                                               |
| 2016 | Velho Chico                       | —                    | Direção                                                       |
| 2022 | Todas as Flores                   | Osmar                | Participação Especial                                         |
| 2026 | Dona Beja                         | —                    | Direção (apenas as cenas da personagem Beja (Grazi Massafera) |

## Ligações Externas
- Antônio Karnewale na agência Montenegro e Raman
- Antônio Karnewale. no IMDb.